# T. Mills
T. Mills, de son vrai nom Travis Tatum Mills, né le 12 avril 1989 à Riverside, en Californie, est un rappeur et auteur-compositeur-interprète américain. Sur le label Columbia Records, Mills publie deux EPs, Leaving Home EP (2012) et All I Wanna Do (2014). En juillet 2015, Mills change son nom de scène de T. Mills à Travis Mills. Après ce changement, il participe au Request sur Apple Music's Beats 1.

## Biographie

### Jeunesse et débuts (1989–2011)

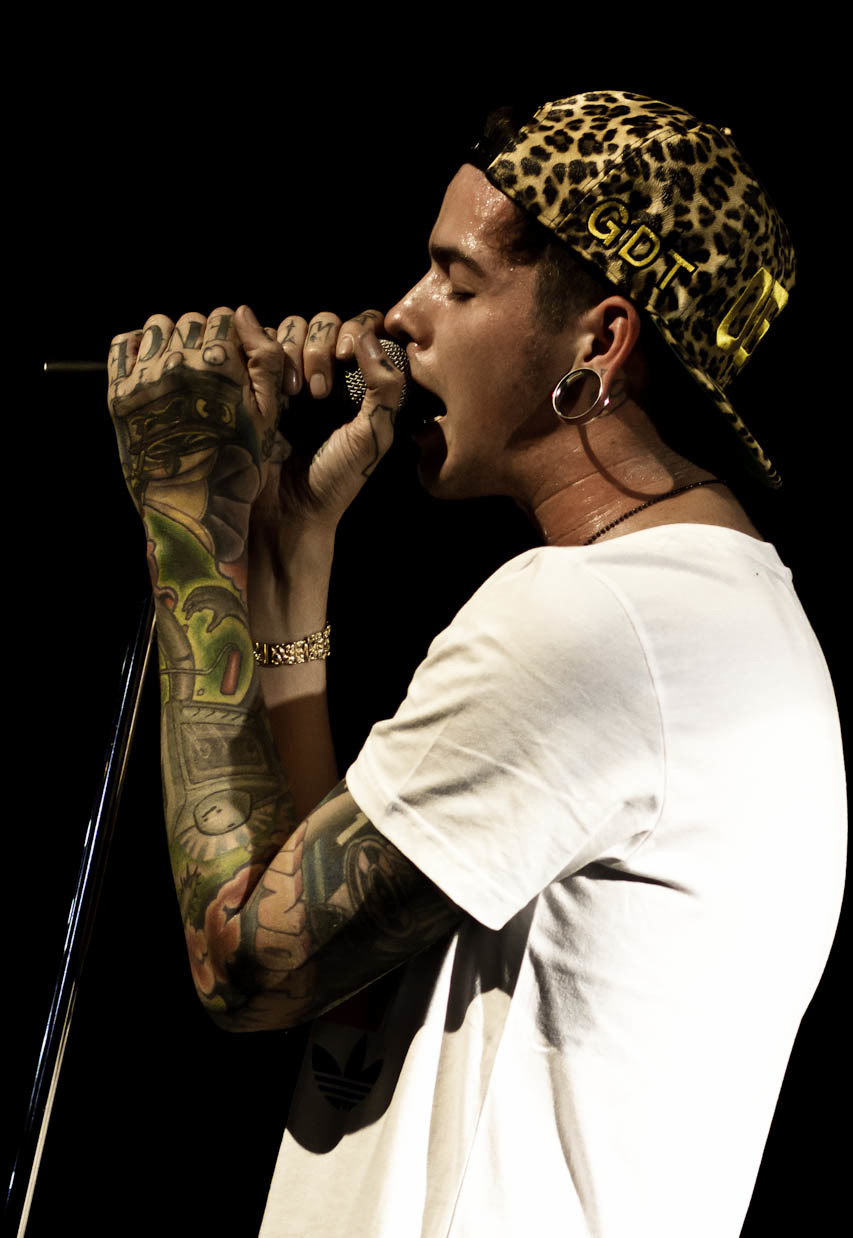
T. Mills sur scène en mars 2012.

Travis Tatum Mills est né le 12 avril 1989, à Riverside, en Californie. À 5 ans, son oncle lui offre sa première guitare. À 15 ans, Mills arrête le sport et lance un groupe de punk rock avec ses amis. Lors d'une interview, il explique s'être inspiré de Bone Thugs-n-Harmony à ses débuts dans le rap, à leur manière de mélanger chant et rap dans leurs chansons.
À 17 ans, il lance sa carrière musicale en écrivant des chansons dans sa chambre et en utilisant des logiciels comme Pro Tools, Logic Pro et Reason. À 18 ans, Mills publie ses chansons sur MySpace,. En 2009, Mills se popularise rapidement en ligne, le menant ainsi à participer au Vans Warped Tour de 2009. Après plusieurs performances sur scène notables, Mills se voit offrir plusieurs propositions de labels, avant de signer chez Laguna Beach, un contrat de distribution chez Uprising Records. Après sa signature sur le label, il publie son premier EP, intitulé Finders Keepers le 14 juillet 2009. Il publie ensuite son premier album, Ready, Fire, Aim! le 28 septembre 2010,.
En 2011, Mills annonce sa signature sur le label Columbia Records, puis l'enregistrement d'un nouvel album. Entre 7 mois de session, il annonce avoir terminé 140 chansons, parmi lesquelles il en choisira 10. Il décide, à la place d'un album, de lancer un EP gratuit pour ses fans sous le titre Leaving Home. Avec Columbia Records, Mills publie son second EP, Leaving Home, le 13 décembre 2011. L'EP contient son single à succès Vans On,.

### ThrillionaireetAll I Wanna Do EP(depuis 2012)
En mars 2012, Mills est nommé dans la catégorie de « nouvel artiste » aux Woodie Awards de MTVu. Le 23 juillet 2012, Mills publie sa seconde mixtape, Thrillionaire. La mixtape fait participer Smoke DZA, Audio Push et James Fauntleroy II, ainsi que Sledgren, The Monsters and the Strangerz et Kane Beatz à la production. Les vidéos de chansons comme Lightweight, Diemonds et Other Bitch Callin' sont tournées en guise de promotion à la mixtape,. Après la publication de sa mixtape, Mills annonce une suite à sa première mixtape, intitulée Thrillionaire 2. À cette période, la mixtape est déjà terminée.
Mills annonce la publication de son premier album chez une major, à la mi-2013. Mills fait notamment participer Juicy J, Mike Posner, James Fauntleroy, Travis Barker, Layzie Bone et Skeme ; ainsi que Kane Beatz, 1500 or Nothin', Malay et Boi-1da à la production,,,,,,. Le 15 février 2013, Mills annonce l'arrivée du premier single. Le 5 mars 2013, la chanson, Loud, est publiée en téléchargement payant, ; elle est produite par Pop Wansel et contient une reprise de I Know You Got Soul d'Eric B. et Rakim.

## Vie privée
En 2016, le rappeur a rencontré l'actrice, Madelaine Petsch, lors des auditions pour la série Riverdale. Ils ont été en couple de février 2017 à février 2020.

## Discographie

### Album studio
- 2010 : Ready, Fire, Aim

### EPs
- 2009 : The Finders Keepers EP
- 2011 : Leaving Home EP
- 2014 : All I Wanna Do EP
- 2016 : While You Wait - EP

### Mixtapes
- 2012 : Thrillionaire
- 2012 : Leaving Home EP

### Singles
- 2010 : Stupid Boy
- 2010 : She Got A...
- 2011 : Vans On
- 2011 : Hollywood
- 2011 : Can't Take Your Eyes Off Me
- 2013 : Loud
- 2014 : All I Wanna Do
- 2015 : Young & Stupid (feat. T.I.)
- 2016 : One4Me
- 2016 : Don't Need Much
- 2017 : Just Like Us, This Song Doesn't Have a Title (sous Travis Mills)
- 2018 : Bands Now (feat. 24hrs) (sous Travis Mills)
- 2018 : Off U (sous Travis Mills)